# 2013 MZ5
2013 MZ5是由泛星計畫（Pan-STARRS）于2013年6月18日发现的一颗近地小行星。
2013 MZ5属于阿莫爾型小行星，它也是人类历史上发现的第10000颗近地小行星。 小行星的直径约为300米，它的轨道经过计算确定不会对地球构成任何威胁。